# Csókakő
Csókakő is een plaats (község) en gemeente in het Hongaarse comitaat Fejér. Csókakő telt 1072 inwoners (2001).